# Station Glos-Montfort
Station Glos-Monfort is een spoorwegstation in de Franse gemeente Glos-sur-Risle.